# Led Zeppelin (album)
Led Zeppelin er debutalbummet fra det engelske rockband Led Zeppelin. Det blev indspillet i oktober 1968 i Olympic Studios og udgivet af Atlantic Records 12. januar 1969. Albummet blev grundlaget for en helt ny genre indenfor rock, med en blanding af blues og hård rock.[kilde mangler]

## Spor
1. "Good Times, Bad Times" (Bonham/Jones/Page) – 2:46
2. "Babe I'm Gonna Leave You" (Bredon/Page/Plant) – 6:41
3. "You Shook Me" (Dixon/Lenoir) – 6:28
4. "Dazed and Confused" (Page) – 6:26
5. "Your Time Is Gonna Come" (Jones/Page) – 4:34
6. "Black Mountain Side" (Page) – 2:14
7. "Communication Breakdown" (Bonham/Jones/Page) – 2:27
8. "I Can't Quit You Baby" (Dixon) – 4:42
9. "How Many More Times" (Bonham/Jones/Page) – 8:28

Robert Plant bidrog med sangskrivning, men da en tidligere kontrakt endnu ikke var udløbet, kunne han ikke angives som sangskriver.